# Anthicus biargenteofasciatus
Anthicus biargenteofasciatus es una especie de coleóptero de la familia Anthicidae.

## Distribución geográfica
Habita en Marruecos.